# Identità del triplo prodotto di Jacobi
In matematica, l'identità del triplo prodotto di Jacobi è l'identità matematica:
{\displaystyle \sum _{n=-\infty }^{\infty }x^{n^{2}}y^{2n}=\prod _{m=1}^{\infty }\left(1-x^{2m}\right)\left(1+x^{2m-1}y^{2}\right)\left(1+{\frac {x^{2m-1}}{y^{2}}}\right).}
Per i numeri complessi x ed y, con |x| < 1 e y ≠ 0.
L'identità è attribuita a Karl Gustav Jacob Jacobi, che la dimostrò nel 1829 nella sua opera Fundamenta Nova Theoriae Functionum Ellipticarum.
Questa relazione permette di generalizzare altri risultati, come il teorema dei numeri pentagonali di Eulero, essendo questo un caso speciale dell'identità del triplo prodotto di Jacobi.
Infatti, ponendo {\displaystyle x=q^{3/2}} e {\displaystyle y^{2}=-{\sqrt {q}}}, si ottiene
{\displaystyle \sum _{n=-\infty }^{\infty }q^{\frac {3n^{2}}{2}}(-1)^{n}q^{n/2}=\prod _{m=1}^{\infty }\left(1-q^{3m}\right)\left(1-q^{3m-1}\right)\left(1-q^{3m-2}\right),}
poi, notando che i tre termini a 2° membro dell'equazione sono consecutivi ed infine riordinando si ritrova il risultato di Eulero:
{\displaystyle \phi (q)=\prod _{m=1}^{\infty }\left(1-q^{m}\right)=\sum _{n=-\infty }^{\infty }(-1)^{n}q^{\frac {3n^{2}-n}{2}}.}
L'identità del triplo prodotto di Jacobi riesprime in forma di prodotto la funzione theta di Jacobi, normalmente scritta come serie:
{\displaystyle \vartheta (z;\tau )=\sum _{n=-\infty }^{\infty }\exp(\pi in^{2}\tau +2\pi inz),}
o, appunto come
{\displaystyle \sum _{n=-\infty }^{\infty }y^{2n}x^{n^{2}},}
ponendo {\displaystyle x=e^{i\pi \tau }} e {\displaystyle y=e^{i\pi z}.}
Usando l'identità del triplo prodotto di Jacobi possiamo perciò scrivere la funzione theta come il prodotto
{\displaystyle \vartheta (z;\tau )=\prod _{m=1}^{\infty }\left(1-\exp(2m\pi i\tau )\right)\left(1+\exp((2m-1)\pi i\tau +2\pi iz)\right)\left(1+\exp((2m-1)\pi i\tau -2\pi iz)\right).}
Esistono diversi modi di esprimere l'identità del triplo prodotto di Jacobi. Assume una forma concisa quando viene espressa in termini dei q-simboli di Pochhammer.
{\displaystyle \sum _{n=-\infty }^{\infty }q^{\frac {n(n+1)}{2}}z^{n}=(q;q)_{\infty }\;(-1/z;q)_{\infty }\;(-zq;q)_{\infty },}
dove {\displaystyle (a;q)_{\infty }} è il q-simbolo infinito di Pochhammer.
Particolarmente elegante è invece la forma che prende quando viene espressa in termini della funzione theta di Ramanujan:
{\displaystyle f(a,b)=(-a;ab)_{\infty }\;(-b;ab)_{\infty }\;(ab;ab)_{\infty },}
ove {\displaystyle |ab|<1}.

## Dimostrazione
Per dimostrare l'identità del triplo prodotto di Jacobi si può ricorrere al seguente metodo. Si definisce la funzione {\displaystyle f} come:
{\displaystyle f\left(z\right)=\prod _{n=1}^{\infty }\left(1+x^{2n-1}z^{2}\right)\left(1+{\frac {x^{2n-1}}{z^{2}}}\right)}
e si osserva che sviluppando i fattori di {\displaystyle f(xz)}, si ottiene l'espressione 
{\displaystyle f\left(xz\right)=\prod _{n=1}^{\infty }\left(1+x^{2\left(n+1\right)-1}z^{2}\right)\left(1+{\frac {x^{2\left(n-1\right)-1}}{z^{2}}}\right),}
cioè i termini sono gli stessi della funzione calcolata in {\displaystyle z,} a parte che la successione nella prima parentesi ha un termine in meno e la successione nella seconda parentesi ha un termina in più. Da cui
{\displaystyle {\frac {f\left(xz\right)}{f\left(z\right)}}={\frac {1+{\frac {1}{xz^{2}}}}{1+xz^{2}}}={\frac {1}{xz^{2}}}}
e quindi
{\displaystyle xz^{2}f\left(xz\right)=f\left(z\right).}
Ora, definendo la funzione {\displaystyle g} come
{\displaystyle g\left(z\right)=f\left(z\right)\prod _{n=1}^{\infty }\left(1-x^{2n}\right);}
{\displaystyle g\left(xz\right)=f\left(xz\right)\prod _{n=1}^{\infty }\left(1-x^{2n}\right).}
Da cui
{\displaystyle xz^{2}g\left(xz\right)=g\left(z\right).}
La funzione {\displaystyle g} si può sviluppare in una serie di potenze
{\displaystyle g\left(z\right)=\sum _{m=-\infty }^{\infty }a_{m}z^{2m}}
che deve soddisfare
{\displaystyle \sum _{m=-\infty }^{\infty }a_{m}z^{2m}=xz^{2}\sum _{m=-\infty }^{\infty }a_{m}\left(xz\right)^{2m}=\sum _{m=-\infty }^{\infty }a_{m}x^{2m+1}z^{2m+2}.}
Con un cambio di indice {\displaystyle m=m-1} si ottiene
{\displaystyle \sum _{m=-\infty }^{\infty }a_{m}z^{2m}=\sum _{m=-\infty }^{\infty }a_{m-1}x^{2m-1}z^{2m},}
da cui 
{\displaystyle a_{m}=a_{m-1}x^{2m-1}.}
Quindi
{\displaystyle a_{1}=a_{0}x;}
{\displaystyle a_{2}=a_{1}x^{3}=a_{0}x^{1+3}=a_{0}x^{4}=a_{0}x^{2^{2}};}
{\displaystyle a_{3}=a_{2}x^{5}=a_{0}x^{5+4}=a_{0}x^{9}=a_{0}x^{3^{2}};}
{\displaystyle \,\,\vdots }
{\displaystyle a_{m}=a_{0}x^{m^{2}}.}
Ricordando le definizioni di {\displaystyle f} e {\displaystyle g} si ricava il triplo prodotto di Jacobi
{\displaystyle \sum _{m=-\infty }^{\infty }x^{m^{2}}z^{2m}=\prod _{n=1}^{\infty }\left(1-x^{2n}\right)\left(1+x^{2n-1}z^{2}\right)\left(1+{\frac {x^{2n-1}}{z^{2}}}\right).}